# Peter Robert Berry

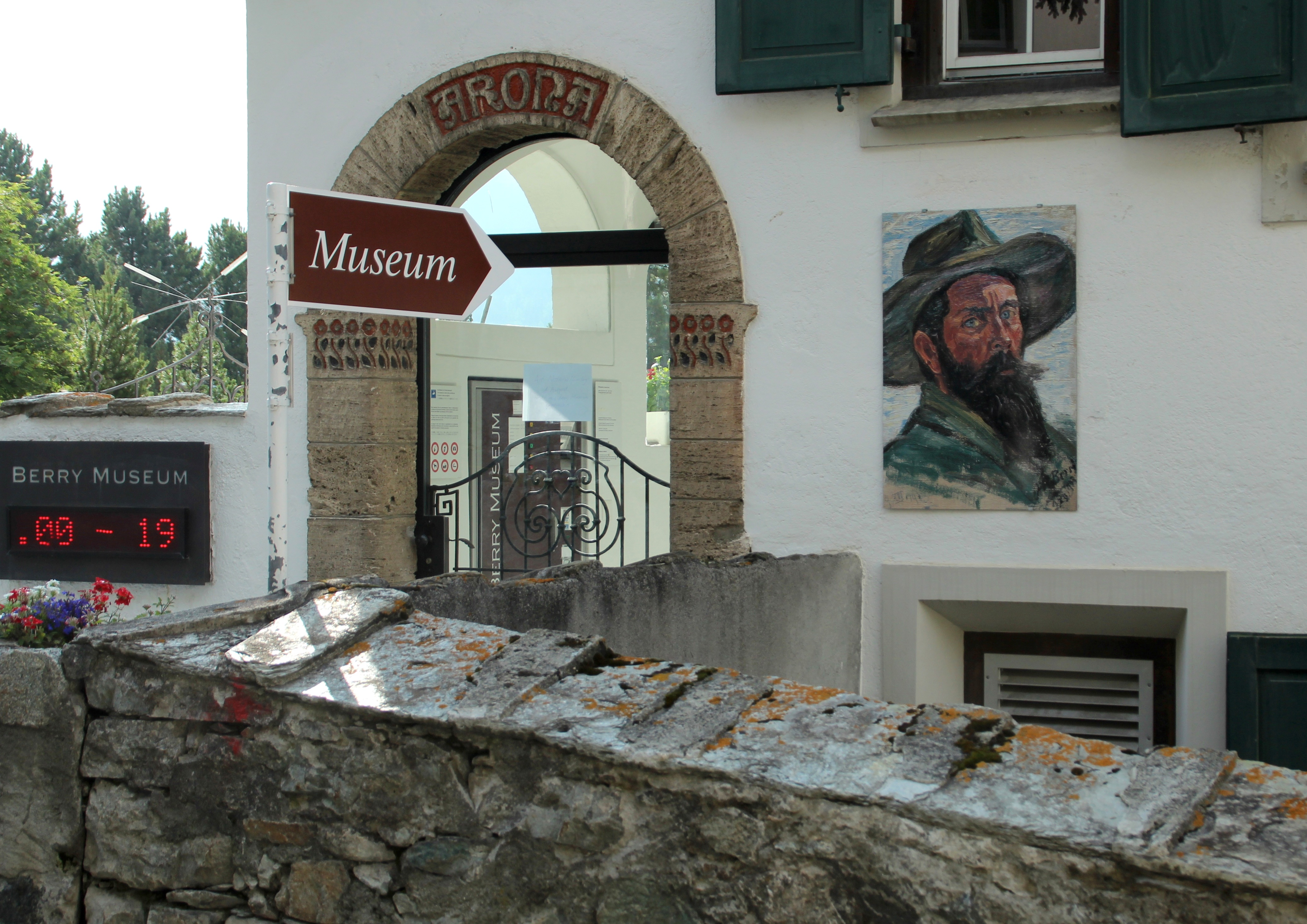
Selbstporträt Berrys am Eingang zum Berry Museum in St. Moritz

Peter Robert Berry (* 11. September 1864 in St. Moritz; † 14. November 1942 ebenda) war ein Arzt und Maler aus St. Moritz im Kanton Graubünden.

## Leben
Peter Robert Berry wurde als ältester Sohn des Churer Arztes Peter Berry I und seiner Frau Cecilia Berry-Stoppani geboren.  Peter Berry kam auf Anraten seines Schwagers, dem Hotelier Johannes Badrutt, nach St. Moritz und war als einer der ersten Kurärzte im 1864 eröffneten «Neuen Kurhaus» tätig.
Berry besuchte – zusammen mit Andrea Robbi – die Kantonsschule in Chur. Anschliessend studierte er Medizin an den Universitäten Zürich, Bern, Heidelberg und Leipzig. Nach seiner Dissertation arbeitete er für kurze Zeit an einem Londoner Krankenhaus; 1892 wurde er leitender Arzt der «Heilquellen-Gesellschaft» in St. Moritz-Bad.
1895 verlobte er sich mit der Amerikanerin Kitty Spalding, gab seine Stellung als Kurarzt auf und bildete sich in Paris und Berlin weiter. Die Verlobung wurde nach einem Jahr wieder aufgelöst und Berry kehrte ins Engadin zurück.
Im November 1898 wehrte sich Berry in einer ausführlichen Schrift zuhanden der Gemeinde St. Moritz vehement gegen Pläne, den Ort zu einem Kurort für Tuberkulosekranke werden zu lassen. Er befürchtete, das sportbegeisterte mondäne Publikum und andere Sommerfrischler würden Ansteckungen befürchten und wegbleiben. Stattdessen forderte er dazu auf, das im Sommer florierende «Wellness-Angebot» wie Bäderkuren auch auf den Winter auszudehnen. Der Ruf einer Heilstätte würde den Nobelkurort St. Moritz ruinieren: «Entweder Sport oder Bazillen.»
1898 lernte Berry den Maler Giovanni Segantini kennen, dessen Projekt eines Engadiner Panoramas für die Pariser Weltausstellung 1900 er sehr unterstützte. Zu jener Zeit kam in Berry der Wunsch auf, selber zu malen. Unbefriedigt von den eigenen Versuchen mit Farbstiften und Pastellfarben wandte er sich 1898 an seinen Freund Giovanni Giacometti und bat ihn, ihn in die Kunst des Malens mit Öl einzuführen. Giacometti jedoch war verhindert und vertröstete Berry auf den Winter. Er unterstützte aber den Freund in seinem Wunsch zu malen, was Berry in seinem Entschluss bekräftigte, Maler zu werden.
Zwischen dem Winter 1899 und 1901 entstand eines der ersten grossen Ölbilder Berrys. Es trägt den Titel Weihnachtsabend und ist, wie andere frühe Werke Berrys, stark durch Giovanni Segantinis Motivwahl und divisionistische Maltechnik geprägt.
1900 begann Berry an der Pariser Académie Julian Malerei zu studieren, vermutlich auf Anraten seiner Freunde Giacometti und Andrea Robbi, die die Schule zuvor besucht hatten. 1901/1902 lernte er an der Schule von Heinrich Knirr in München genaues Zeichnen und belegte gleichzeitig Kurse der tierärztlichen Fakultät, wo er Pferdeanatomie studierte. Auch in den folgenden Jahren bildete er sich in Paris an der Académie Julian und der Académie von Montparnasse weiter.
Zwischen 1905 und 1914 verbrachte Berry manche Winter auf dem Julier- und Berninapass, wo er in freier Natur malte und abends in der Unterkunft im Hospiz auf seinem mitgebrachten Klavier spielte oder las; gerne Werke von Friedrich Nietzsche, den er in St. Moritz kennengelernt hatte. Oft half ihm sein Bruder, Malkasten, Bilder und Staffelei zu tragen.
1907 machte Berry die Bekanntschaft von Ferdinand Hodler, der sich zu dieser Zeit im Engadin aufhielt. Auch er soll ihn darin bekräftigt haben, bei der Malerei zu bleiben. 1918, beim Ausbruch der Spanischen Grippe, war Berry noch einmal als Arzt tätig, sonst jedoch widmete er sich ausschliesslich der Malerei.
Peter Robert Berry starb am 14. November 1942 in St. Moritz. Seine Werke wurden erst nach seinem Tod 1945 im Rahmen einer Gedächtnisausstellung im Bündner Kunstmuseum in Chur gezeigt.
Berry war seit 1908 verheiratet mit Maria Rocco. Einer seiner Söhne war ebenfalls als Arzt und Maler in St. Moritz tätig und auch seine Enkelin Marietta Gianella-Berry wurde Malerin.

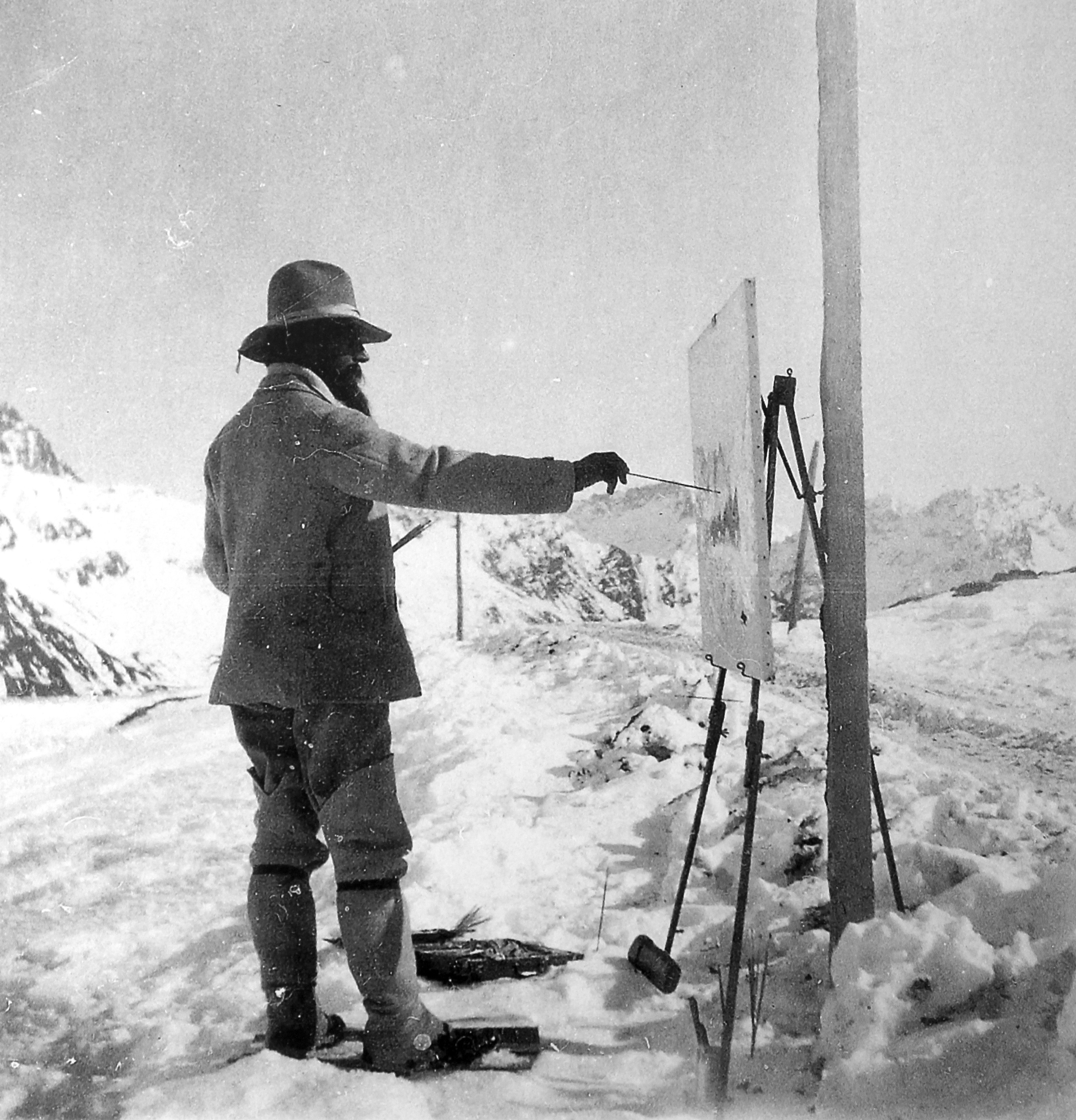
Berry im Februar 1908 auf dem Berninapass
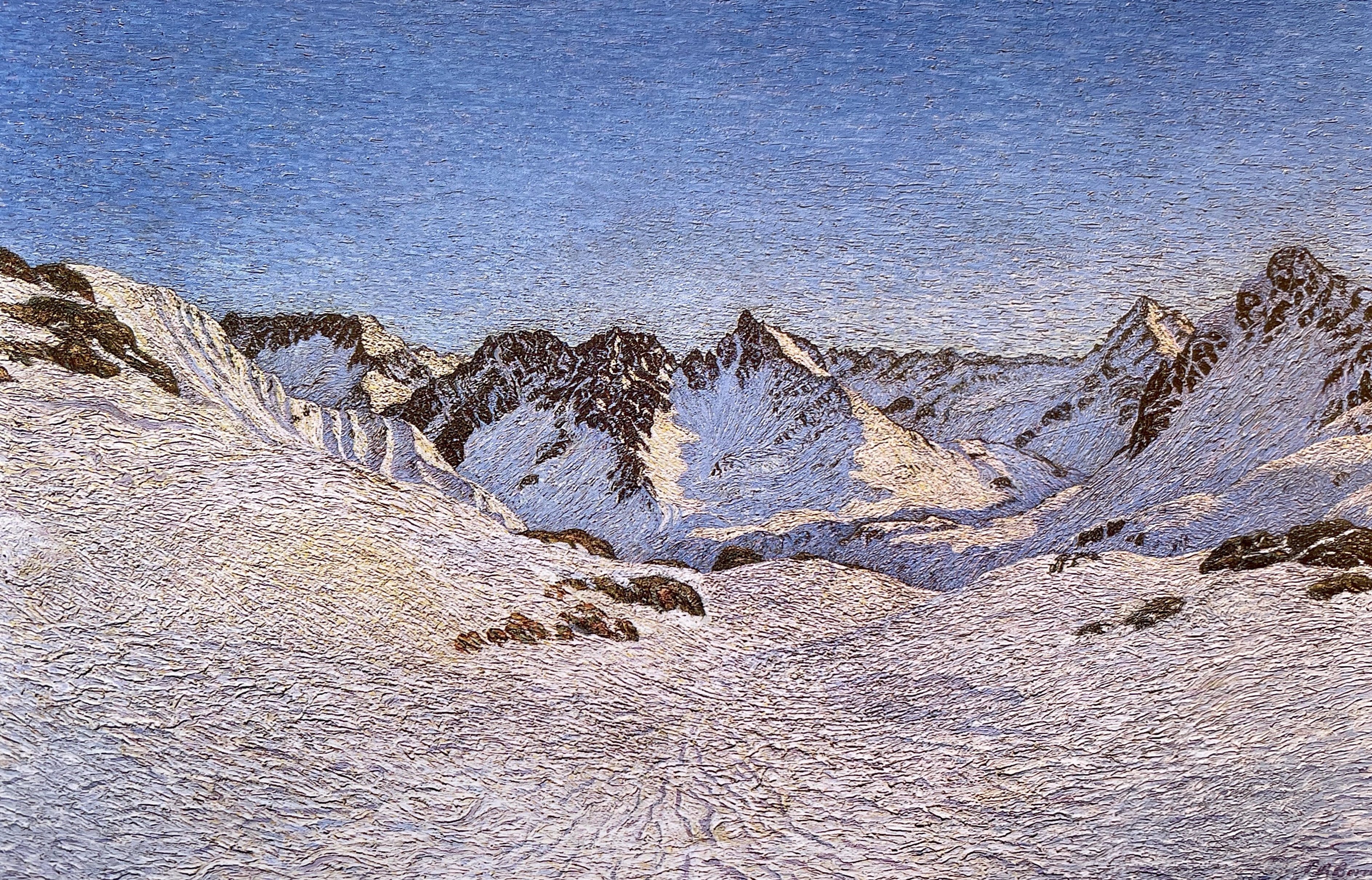
Das grosse stille Leuchten, Bernina 1909–1910
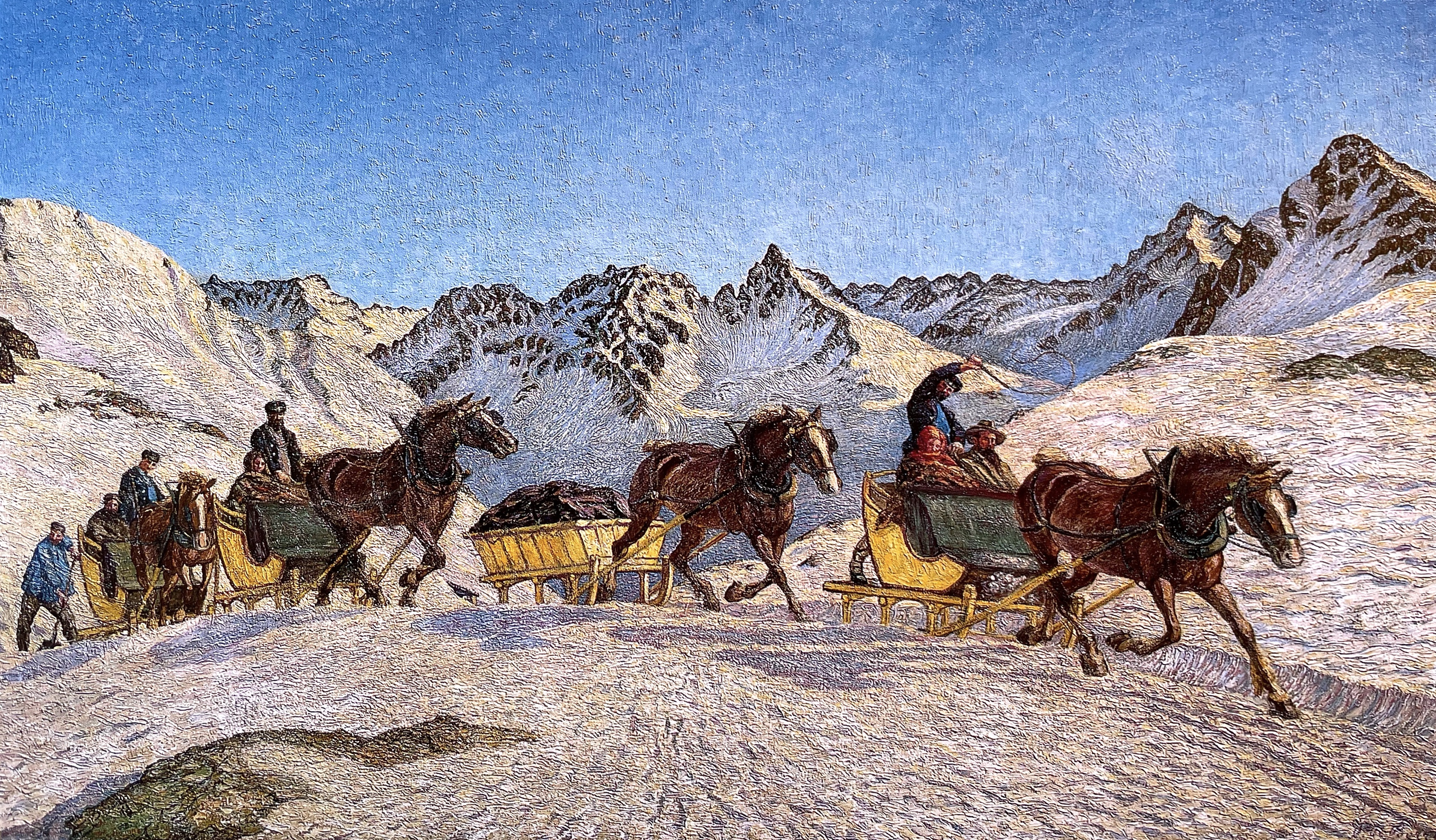
Posta del Bernina 1908
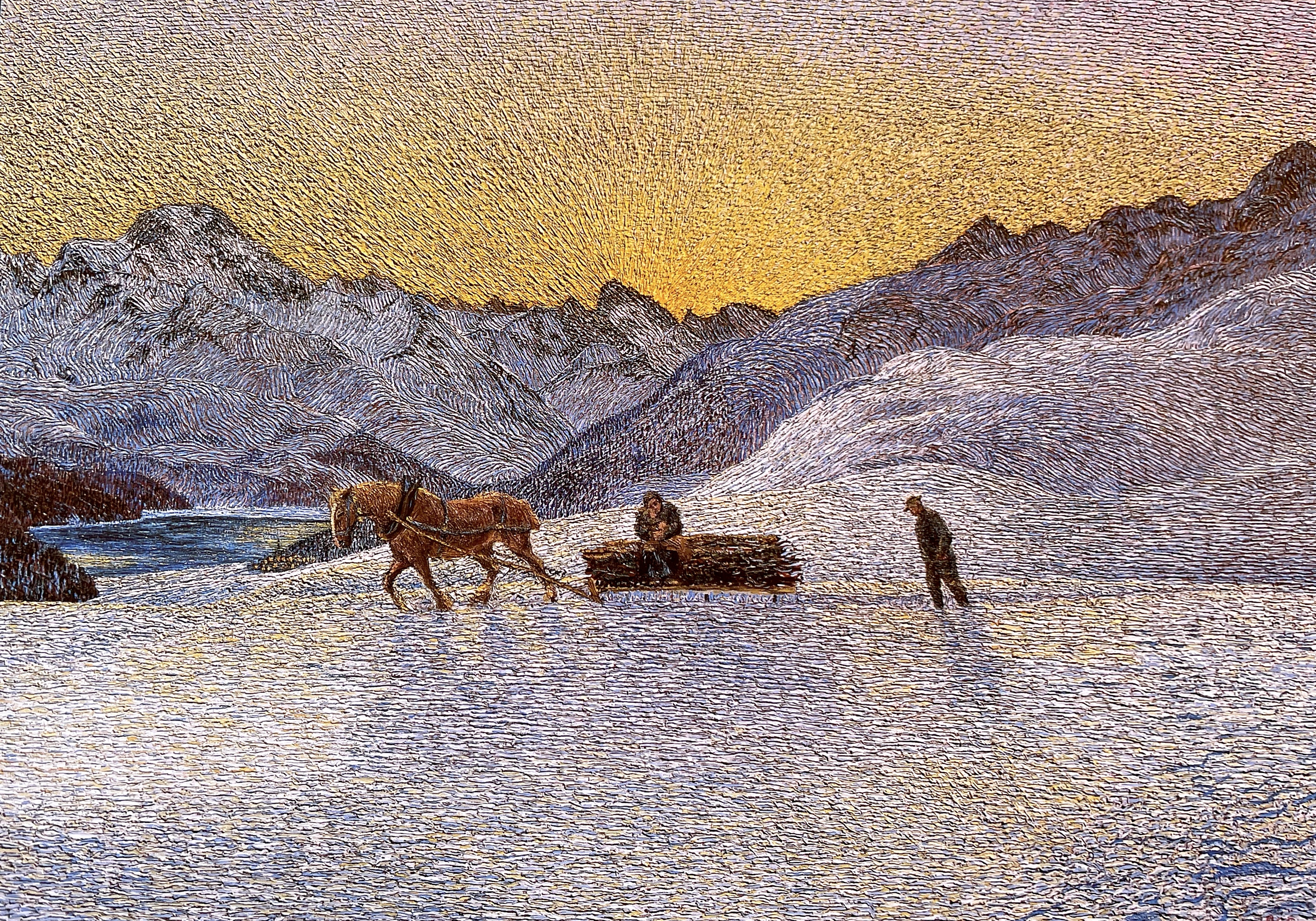
Weihnachtsabend 1901
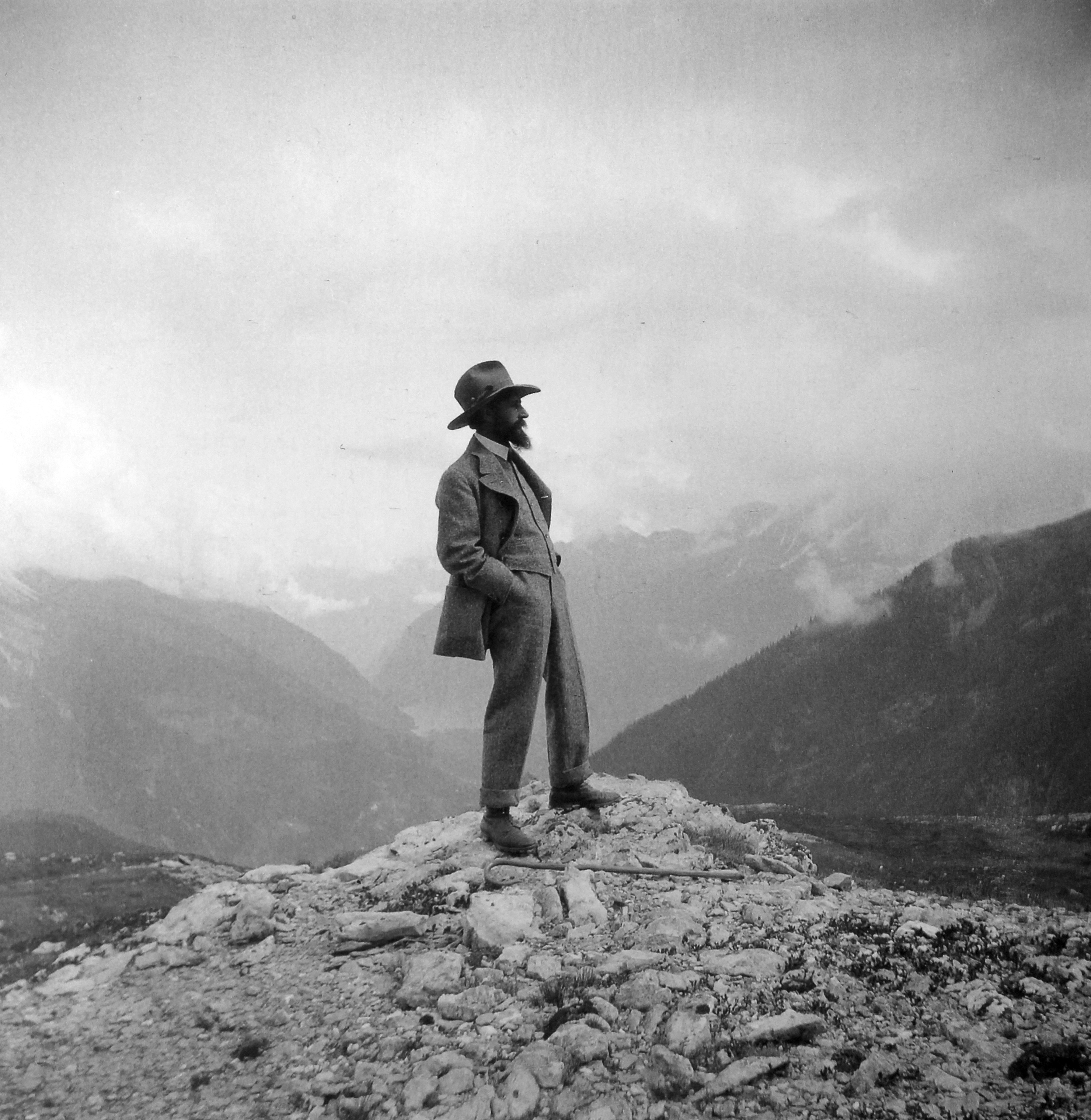
Berry um 1908

## Berry Museum

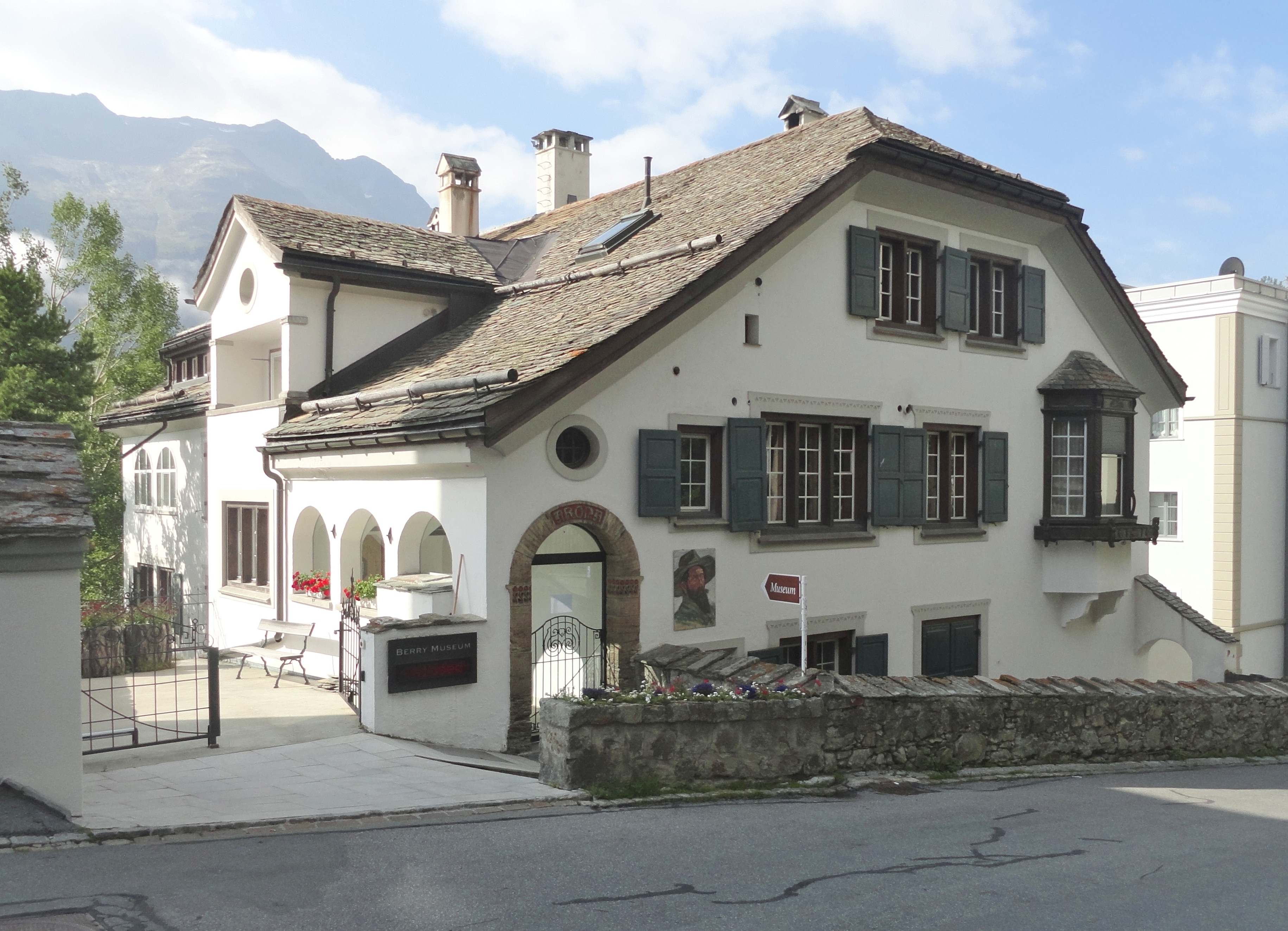
Das Berry Museum an der Aronastrasse in St. Moritz

Die «Villa Arona» im Zentrum von St. Moritz wurde um 1905 nach Plänen von Nicolaus Hartmann (1880–1956) von Berrys Bruder Johannes erbaut, einem Zahnarzt, der es mit seiner Familie bewohnte. 
Im 2004 dort eröffneten Berry Museum sind zahlreiche Werke Berrys ausgestellt, die meisten aus Familienbesitz. Neben den Bildern wird im Museum auch Berrys umfangreicher Nachlass aufbewahrt. Dieser besteht aus Büchern, Briefen, Notizen, Tagebüchern, Musikalien und zahlreichen Unterlagen zur Gründung und Entwicklung des Kurorts St. Moritz.

## Publikationen
- 34 Kunstkarten-Führer mit Texten. St. Moritz 2004.
- Über die Zukunft des Kurortes St. Moritz. St. Moritz 1898.